# LL Большого Пса
LL Большого Пса (лат. LL Canis Majoris), HD 50938 — одиночная переменная звезда в созвездии Большого Пса на расстоянии приблизительно 2022 световых лет (около 620 парсеков) от Солнца. Видимая звёздная величина звезды — от +7,64m до +7,36m.

## Характеристики
LL Большого Пса — бело-голубая пульсирующая переменная Be-звезда (BE) спектрального класса B3Ve.